# Neptunusfontein (Laken)

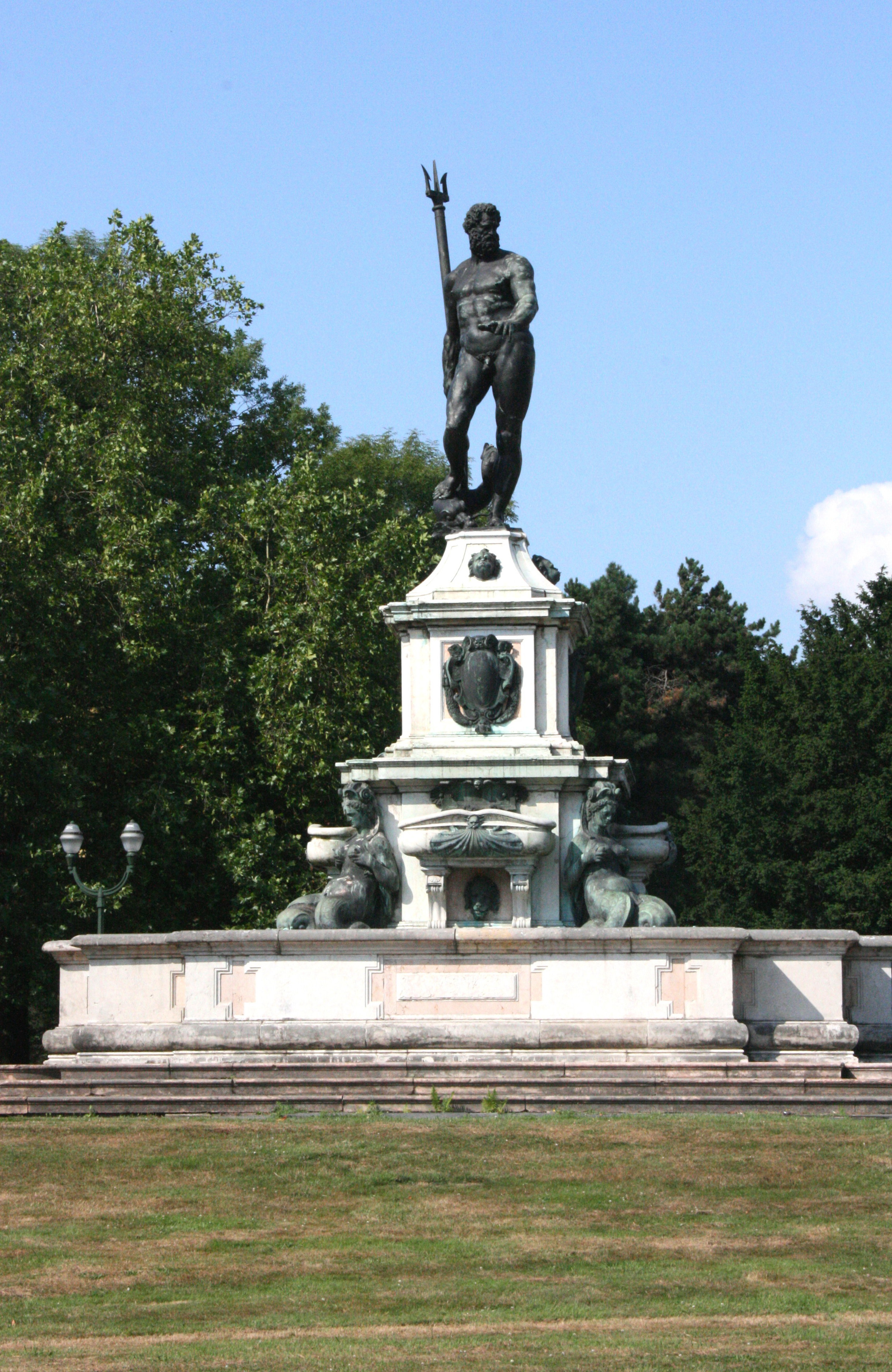

De Neptunusfontein is een fontein in Laken in de Belgische hoofdstad Brussel. De fontein staat aan de Van Praetlaan ten zuidwesten van Musea van het Verre Oosten, ten noorden van de Koninklijke Serres van Laken en ten noordoosten van het Kasteel Belvédère.

## Geschiedenis
In 1903 werd in opdracht van Leopold II de Neptunusfontein in Laken opgericht als een exacte kopie van Giambologna's Neptunusfontein uit 1563-1567 in de Italiaanse stad Bologna. De koning bestelde de kopie na een bezoek aan de stad bij de Romeinse antiquariër Giuseppe Sangiorgi (it). Hij betaalde er 146.000 goudfrank voor. De inplanting werd verzorgd door tuinarchitect Elie Lainé.
Sinds 1937 werkte het systeem voor de waterbevoorrading niet meer.
Sinds 1965 spoot de fontein geen water meer en raakte de fontein in verval.
In 2016 werd opdracht gegeven om de fontein te restaureren en deze restauratie werd in 2019 voltooid. De renovatie had 700.000 euro gekost.